# George Hoyte
George Hoyte († 15. September 1868) war ein irischer Kaufmann und Ratsherr von Dublin.
George Hoyte wurde als Sohn von William Hoyte geboren. Er war High Sheriff of Dublin, Dubliner Ratsherr und bekleidete von 1838 bis 1839 das Amt des Oberbürgermeisters der Stadt (Lord Mayor of Dublin). Für viele Jahre war Hoyte Vizegroßmeister der Großloge von Irland, der zweitältesten Freimaurerloge.
Hoyte war verheiratet und hatte drei Töchter sowie acht Söhne. Er starb September 1868 im Alter von 75 Jahren.